# Neuvicq
|  | Per a altres significats, vegeu «Neuvicq-le-Château». |

Neuvicq és un municipi francès al departament de la Charanta Marítima i a la regió de Nova Aquitània. L'any 2007 tenia 414 habitants.

## Demografia

### Població
El 2007 la població de fet de Neuvicq era de 414 persones. Hi havia 168 famílies de les quals 40 eren unipersonals (28 homes vivint sols i 12 dones vivint soles), 48 parelles sense fills, 64 parelles amb fills i 16 famílies monoparentals amb fills.
La població ha evolucionat segons el següent gràfic:

### Habitatges
El 2007 hi havia 233 habitatges, 173 eren l'habitatge principal de la família, 21 eren segones residències i 39 estaven desocupats. 228 eren cases i 3 eren apartaments. Dels 173 habitatges principals, 145 estaven ocupats pels seus propietaris, 19 estaven llogats i ocupats pels llogaters i 9 estaven cedits a títol gratuït; 1 tenia una cambra, 7 en tenien dues, 21 en tenien tres, 43 en tenien quatre i 101 en tenien cinc o més. 122 habitatges disposaven pel capbaix d'una plaça de pàrquing. A 75 habitatges hi havia un automòbil i a 86 n'hi havia dos o més.

### Piràmide de població
La piràmide de població per edats i sexe el 2009 era:
| Homes | Edats   | Dones |
| ----- | ------- | ----- |
| 0     | 95 o +  | 0     |
| 0     | 90 a 94 | 4     |
| 0     | 85 a 89 | 4     |
| 4     | 80 a 84 | 0     |
| 12    | 75 a 79 | 8     |
| 8     | 70 a 74 | 8     |
| 24    | 65 a 69 | 8     |
| 8     | 60 a 64 | 12    |
| 4     | 55 a 59 | 0     |
| 0     | 50 a 54 | 4     |
| 20    | 45 a 49 | 4     |
| 24    | 40 a 44 | 12    |
| 12    | 35 a 39 | 8     |
| 20    | 30 a 34 | 24    |
| 0     | 25 a 29 | 4     |
| 0     | 20 a 24 | 8     |
| 8     | 15 a 19 | 20    |
| 8     | 10 a 14 | 0     |
| 0     | 5 a 9   | 4     |
| 12    | 0 a 4   | 16    |

## Economia
El 2007 la població en edat de treballar era de 245 persones, 193 eren actives i 52 eren inactives. De les 193 persones actives 182 estaven ocupades (104 homes i 78 dones) i 11 estaven aturades (6 homes i 5 dones). De les 52 persones inactives 20 estaven jubilades, 9 estaven estudiant i 23 estaven classificades com a «altres inactius».

### Ingressos
El 2009 a Neuvicq hi havia 175 unitats fiscals que integraven 420 persones, la mediana anual d'ingressos fiscals per persona era de 15.598 €.

### Activitats econòmiques
Dels 14 establiments que hi havia el 2007, 1 era d'una empresa de fabricació de material elèctric, 1 d'una empresa de fabricació d'altres productes industrials, 4 d'empreses de construcció, 4 d'empreses de comerç i reparació d'automòbils, 1 d'una empresa d'hostatgeria i restauració, 1 d'una empresa d'informació i comunicació i 2 d'empreses de serveis.
Dels 4 establiments de servei als particulars que hi havia el 2009, 1 era un paleta, 1 guixaire pintor, 1 lampisteria i 1 electricista.
L'any 2000 a Neuvicq hi havia 28 explotacions agrícoles que ocupaven un total de 855 hectàrees.

## Equipaments sanitaris i escolars
El 2009 hi havia una escola elemental integrada dins d'un grup escolar amb les comunes properes formant una escola dispersa.

## Poblacions properes
El següent diagrama mostra les poblacions més properes.